# Пешина (Гросето)
Пешина (итал. Pescina) је насеље у Италији у округу Гросето, региону Тоскана.
Према процени из 2011. у насељу је живело 153 становника. Насеље се налази на надморској висини од 750 м.